# Calomicrus orientalis
Calomicrus orientalis es un coleóptero de la familia Chrysomelidae.
Fue descrita científicamente por primera vez en 1837 por Faldermann.